# Nodaria nodosalis
Nodaria nodosalis é uma espécie de insetos lepidópteros, mais especificamente de traças, pertencente à família Erebidae.
A autoridade científica da espécie é Gottlieb August Wilhelm Herrich-Schäffer, tendo sido descrita no ano de 1851.
Trata-se de uma espécie presente no território português.